# Gouvernement Kostroma
Het gouvernement Kostroma (Russisch: Костромская губерния, Kostromskaja goebernija) was een gouvernement (goebernija) van het keizerrijk Rusland. Het gouvernement bestond van 1796 tot 1929. Het gouvernement ontstond uit het gouvernement Archangelorod, het gouvernement Moskou en het gouvernement Nizjni Novgorod. Het gebied van het gouvernement ging op in de okroeg Kostroma van de oblast Ivanovo en na 11 maart 1936 in de oblast Vladimir. Het gouvernement grensde aan de gouvernementen Vologda, Vjatka, Nizjni Novgorod, Vladimir en Jaroslavl. De hoofdstad was Kostroma.